# Bundesstraße 248a
Die Bundesstraße 248a verläuft ausschließlich auf dem Gebiet der Stadt Dannenberg (Elbe) und stellt circa 4 km westlich des Stadtzentrums als Querspange eine Verbindung der Bundesstraßen 248, 191 und 216 her.
Sie zweigt südwestlich des Stadtzentrums im Ortsteil Schaafhausen von der B 248 ab und führt in nördlicher Richtung im Ortsteil Prisser über die B 191 zum Südrand des Ortsteils Streetz, wo sie nordwestlich des Stadtzentrums auf die B 216 trifft.